# Eco – Verband der Internetwirtschaft
eco – Verband der Internetwirtschaft ist ein Dachverband der Digital- bzw. Internetwirtschaft in Deutschland, in der Rechtsform eines eingetragenen Vereins mit Sitz in Köln.
Der Verband wurde am 26. Juni 1995 in Bonn unter anderem von Harald A. Summa gegründet, der ihn bis 2023 leitete. Die Abkürzung eco stand dabei für electronic commerce (engl. elektronischer Handel). Mit über 1.100 Mitgliedsunternehmen aus über 70 Ländern ist eco mittlerweile der größte Verband der Internetwirtschaft in Europa.

## Geschichte
Gegründet wurde der Verein 1995 in Bonn beim Vereinsregister Bonn mit der Vereinsregister-Nr. VR 6973. Seit 1995 ist eco Organisator des deutschen Internet-Austauschknotens DE-CIX (Deutscher Commercial Internet Exchange) in Frankfurt. Heute ist dies der weltweit größte Internetaustausch-Knoten. Die politische Arbeit startete 1997, indem sich eco in die Gestaltung des Informations- und Telekommunikationsdienste-Gesetzes (IuKDG) einbrachte. Seit 2003 organisiert eco den Deutschen Anti-Spam-Kongress, welcher seit 2011 in die Internet Security Days integriert ist.
Die Gründung von EuroCloud Deutschland_eco e. V. fand 2009 statt. EuroCloud Deutschland_eco e. V. ist ein Verband der Cloud-Computing-Wirtschaft in Deutschland und Teil des europäischen EuroCloud-Netzwerks mit dem StarAudit. Das Advanced Cyber Defence Centre (ACDC) ist ein Zentrum, bei dem 28 Partner aus 14 europäischen Ländern koordiniert von eco und gefördert von der Europäischen Union gemeinsam die Sicherheit von Netzwerken und Systemen gegen Botnetze und Schadprogramme verbessern. Es wurde 2013 eröffnet. Ein weiteres Büro von eco wurde 2016 in Brüssel eröffnet. Unter dem Motto „Netz mit Verantwortung“ wurde 2020 das 25-jährige Jubiläum gefeiert. 2023 gab Harald A. Summa die Rolle als Hauptgeschäftsführer ab, der Verband wird seither von Alexander Rabe und Andreas Weiss geleitet.

## Verbandsziele
Mit über 1.100 Mitgliedsunternehmen ist eco der größte Verband der Internetwirtschaft in Europa. Seit 1995 gestaltet eco maßgeblich das Internet, fördert neue Technologien, schafft Rahmenbedingungen und vertritt die Interessen seiner Mitglieder gegenüber der Politik und in internationalen Gremien. Die Zuverlässigkeit und Stärkung der digitalen Infrastruktur, IT-Sicherheit und Vertrauen sowie eine ethisch orientierte Digitalisierung bilden Schwerpunkte der Verbandsarbeit. eco setzt sich für ein freies, technikneutrales und leistungsstarkes Internet ein.

## Vorstandsbereiche
Die Themen, in denen eco aktiv ist, sind den vier Vorstandsbereichen zugeteilt, für die je ein Mitglied des Vorstandes verantwortlich ist. Die inhaltliche Arbeit beziehungsweise Zuarbeit wird unter anderem von den Kompetenzgruppen geleistet, die durch einen Kompetenzgruppenleiter mit Unterstützung der eco Geschäftsstelle organisiert werden.

### Politik, Recht und Regulierung
Der eco Geschäftsbereich Politik, Recht & Regulierung des eco setzt sich auf nationaler, europäischer sowie internationaler Ebene für politische Rahmenbedingungen ein, die der Internetbranche ein optimales Wettbewerbsumfeld an den Standorten Deutschland und Europa sichern. In Zusammenarbeit mit den Mitgliedern wirkt er durch Beratung und Stellungnahmen an wichtigen nationalen und internationalen Gesetzgebungsverfahren mit und verantwortet die Interessenvertretung der Internetwirtschaft gegenüber Politik und Ministerien sowie in Gesetzgebungsverfahren. Er fördert aktiv die Selbstregulierung im Internet und bekämpft – unterstützt durch die eco Beschwerdestelle – rechtswidrige, insbesondere jugendgefährdende Inhalte. Die inhaltliche Arbeit wird schwerpunktmäßig über das Hauptstadtbüro sowie das Brüsseler Büro von eco erbracht und gliedert sich in folgende Themengebiete:
Recht und Regulierung – Die Kompetenzgruppe Recht & Regulierung schafft eine Diskussions- und Informationsplattform für aktuelle Rechts- und Regulierungsthemen auf Bund-, Länder- und EU-Ebene. Hier werden Stellungnahmen vorbereitet, Anfragen zu Rechts- und Regulierungsthemen beantwortet und die allgemeine Positionierung des eco zu den relevanten internet- und netzpolitischen Themen und Fragestellungen diskutiert. Über den Verband bekommen die Mitglieder so frühzeitig die Möglichkeit, aktiv an digitalpolitischen Gesetzgebungsprozessen mitzuwirken.
Internet Governance – Kern der internationalen Debatten und Auseinandersetzungen um Internet Governance ist die Frage, wer die Aufsichtsfunktion über zentrale Ressourcen für den Betrieb des weltweiten Internet hat. Etabliert hat sich ein Multi-Stakeholder-Ansatz, in dem sich unterschiedliche Gremien für unterschiedliche Bereiche des Internet verantwortlich fühlen. eco ist daher in verschiedenen internationalen Gremien aktiv, um das Thema Internet Governance stetig voranzutreiben und mitzugestalten.
Jugendschutz – eco befasst sich schon seit 1996 intensiv mit dem Thema Jugendschutz im Netz. Damals wurde die Internet Content Task Force (ICTF) gegründet mit dem Ziel, die Verbreitung rechtswidriger und jugendgefährdender Inhalte im Internet zu verhindern. Daraus hat sich die eco Beschwerdestelle für illegale Inhalte entwickelt, die von eco seit über 20 Jahren betrieben wird. Seit 2004 ist die Beschwerdestelle auch über das mit der Freiwilligen Selbstkontrolle Multimedia (FSM) gemeinsam betriebene Webportal internet-beschwerdestelle.de erreichbar und seit 2008 ist sie auch Teil des deutschen Safer Internet Centres. Jugendschutz im Internet ist aber mehr als der Betrieb einer Internet-Beschwerdestelle. Daher engagiert sich eco in verschiedenen nationalen und internationalen Gremien zum Thema Jugendschutz und unterstützt Projekte, die die Medienkompetenz für Kinder und Jugendliche fördern. Jugendschutz im Internet ist eine gesamtgesellschaftliche Aufgabe. Mit der eco Jugendschutzbeauftragung haben sowohl eco Mitglieder als auch externe Unternehmen die Möglichkeit, ihren Beitrag zu leisten. Der Verband engagiert sich in verschiedenen Gremien zum Thema Jugendmedienschutz und unterstützt Projekte, die die Medienkompetenz für Kinder und Jugendliche erhöhenfördern. Zudem bietet eco mit dem Expertenlunch Jugendmedienschutz seinen in diesem Bereich aktiven Verbandsmitgliedern ein offenes Forum, um zu informieren und Erfahrungen auszutauschen.

### Online Services und Cloud Computing
Im Vorstandsbereich Online Services/Cloud Computing bündelt eco alle Themenfelder rund um die Bereitstellung von Software über Netze bzw. über die Cloud. Er beschäftigt sich mit allen Themen „rund um die Cloud“ wie Hosting, Housing und Colocation.

### Infrastruktur und Netze
Ziel des Bereichs Infrastruktur und Netze ist vor allem, geeignete regulatorische Rahmenbedingungen für Betreiber digitaler Infrastrukturen zu erreichen. Im Fokus stehen Fragen rund um moderne Rechenzentren, effektive Hosting Services, Peering- und Interkonnektionsdienste.

### IT-Sicherheit
Der Vorstandsbereich IT-Sicherheit befasst sich mit allen Aspekten der IT-Sicherheit, dazu gehören technische ebenso wie wirtschaftliche und politische Fragestellungen.

## Kompetenzgruppen
In Kompetenz- und Expertengruppen, Diskussions- und Gesprächsrunden informiert eco über aktuelle digitale Trends und analysiert technische Entwicklungen. Zu den Fokusthemen zählen:
Digitale Geschäftsmodelle – Im gleichnamigen Geschäftsbereich identifiziert eco Schlüsseltechnologien für die digitale Transformation, wirft einen Blick über den Tellerrand einzelner Themenbereiche und untersuchtbereichsübergreifend deren Potenzial für neuartige Geschäftsmodelle. Zum Aufgabenbereich gehören beispielsweise der Know-how-Transfer rund um Online-Marketing, Maßnahmen, um E-Commerce-Aktivitäten zu optimieren oder das Vertrauen in Angebote zu stärken sowie Lösungen rund um Blockchain und Künstliche Intelligenz.
Cloud Computing (EuroCloud) – EuroCloud Deutschland_eco e. V. setzt sich für Akzeptanz und bedarfsgerechte Bereitstellung von Cloud Services am deutschen Markt ein. In seinen Arbeitsgruppen fokussiert der Verband der Cloud-Computing-Wirtschaft die Themen Recht & Compliance, Open Cloud und Business Communications.
Datacenter – Die eco Datacenter Expert Group mit den Kompetenzgruppen Datacenter Infrastruktur und Efficiency kümmert sich um alle Themen rund um Rechenzentren. Im Fokus stehen unter anderem die steigende Verbreitung von Breitbandanschlüssen, die Auslagerung von Daten und Rechenzeit in Datacenter und Themen wie IT Performance und Energieeffizienz.
E-Mail – Die eco Kompetenzgruppe E-Mail ist ein fester Bestandteil der deutschen Internetwirtschaft im Hinblick auf die Entwicklung gemeinsamer Standards für E-Mails. Auch die Qualitätssicherung und -steigerung spielen eine große Rolle, besonders im Rahmen der Certified Senders Alliance (CSA).
Internet of Things – Aktuelle Entwicklungen und Businesstrends im Bereich der vernetzten Welt stehen im Mittelpunkt des Schwerpunktthemas Internet of Things (IoT). Die gleichnamige Kompetenzgruppe diskutiert verschiedene Segmente der IoT-Wertschöpfungskette, Geschäftsmodelle und Themen wie Smart City, Smart Home und Mobility.
LiT – Ladies in Tech – Die Förderung von Frauen und Diversity ist für eco ein zentrales Thema für die Zukunftsfähigkeit des Digitalstandorts Deutschland. Um erfolgreichen weiblichen Fach- und Führungskräften stärker das verdiente Gehör zu verschaffen und andere zu inspirieren, hat eco die Initiative „LiT – Ladies in Tech“ ins Leben gerufen. Dazu gehören unter anderem Netzwerkveranstaltungen, der Aufbau eines weiblichen Rednerpools und eine Interviewreihe, in der inspirierende Frauen zu Wort kommen.
Künstliche Intelligenz – eco setzt sich für eine ethische Nutzung von Künstlicher Intelligenz ein. Der Verband engagiert sich sowohl in Projekten, die sich mit der Standardisierung und Normierung von Künstlicher Intelligenz beschäftigen als auch in solchen, die die Entwicklung dieser Technologie für Menschen und Unternehmen fördern.
Names & Numbers – Umfangreiche Aktivitäten in diversen Supporting Organizations der ICANN sind einer der Schwerpunkte des eco Engagements rund um Domains. Das eco Names & Numbers Forum und seine Kompetenzgruppe vereinen weltweit mehr als 160 Unternehmen der Domain-Industrie. Neben Themen, die für die gesamte Industrie von Bedeutung sind, wird der intensive Austausch mit den Experten der Branche gefördert.
Netze – Die Kompetenzgruppe Netze ist historisch aus dem ersten eco Arbeitskreis „DE-CIX“ hervorgegangen und nimmt eine zentrale Rolle ein. Sie dient als Plattform, die sich auf breiter Basis den trafficbasierten Businessmodellen zuwendet.
New Work – Die Kompetenzgruppe New Work versteht sich als Wegbegleiter des digitalen Arbeitens. Sie beschäftigt sich mit den Auswirkungen auf Wirtschaft und Gesellschaft, setzt Impulse, präsentiert Best Practices und bringt verschiedene Interessengruppen zusammen.
Recht & Regulierung – Wo Politik auf Internetthemen trifft, ist eco aktiv dabei. Das Berliner eco Team setzt sich für die netzpolitischen Interessen der Mitgliedsunternehmen ein und sorgt für Rahmenbedingungen, die der Internetbranche optimale Entwicklungsmöglichkeiten eröffnen.
Sicherheit – Um das Vertrauen in das Internet zu erhöhen, ist das Thema Sicherheit für eco von enormer Bedeutung. Deshalb beschäftigt sich eine eigene Kompetenzgruppe mit wichtigen Fragen rund um die Sicherheit der (IT-)Infrastrukturen der Internetwirtschaft. Die Inhalte reichen dabei von personeller und organisatorischer Sicherheit über den Schutz von IT-Systemen bis hin zu Fragen des Sicherheitsmanagements und der Mitarbeitersensibilisierung. Eine weitere Kompetenzgruppe namens „Anti-Abuse“ dient dem mitgliederinternen Austausch über aktuelle Abuse-Themen Zudem bietet der Verband verschiedene konkrete Lösungen, um die Sicherheit zu erhöhen, Unternehmen zu unterstützen und Anwender nachhaltig zu schützen.

## Services
Mit Services bietet eco sowohl Mitgliedern als auch Nichtmitgliedern teils kommerziell ausgerichtete Dienstleistungen an.
- Allianz zur Stärkung digitaler Infrastrukturen – Um auf die Bedeutung digitaler Infrastrukturen in Deutschland aufmerksam zu machen und in einen konstruktiven Dialog mit der Politik einzutreten, haben sich unter dem Dach von eco führende Unternehmen zur Allianz zur Stärkung digitaler Infrastrukturen zusammengeschlossen.
- Certified Senders Alliance – Die CSA besteht seit 2004 als zentrale Zertifizierungsstelle für E-Mail-Versender. Sie etabliert hohe rechtliche und technische Qualitätsstandards und zertifiziert Unternehmen, die diesen gerecht werden. Die CSA unterstützt zertifizierte Versender bestmöglich beim Schutz ihrer bestehenden und zukünftigen Reputation.
- Datacenter Star Audit – Mit dem DCSA beurteilen seit 2005 eco Authorized Auditors objektiv die Infrastruktur und Leistungen von Rechenzentren – und das mit zunehmender Verbreitung in ganz Europa. Das DCSA eignet sich grundsätzlich für jedes Unternehmen, das ein Rechenzentrum/einen Serverraum betreibt oder Colocation nutzt.
- DE-CIX – ist eine Tochtergesellschaft von eco und mit über 20 Standorten auf vier Kontinenten Betreiber des weltgrößten carrier- und rechenzentrumsneutralen Interconnection-Ökosystems. DE-CIX Frankfurt ist der Internetknoten mit dem höchsten Traffic der Welt.
- eco Akademie – Die eco Akademie bietet eine Mischung aus neutraler Weiterbildung auf hohem Niveau und Expertise des täglichen Geschäfts der Internetwirtschaft.
- eco Beschwerdestelle – Seit über 20 Jahren kämpft die eco Beschwerdestelle erfolgreich gegen rechtswidrige Inhalte im Internet und setzt sich dafür ein, dass Rechtswidriges gelöscht und Strafbares angezeigt wird.
- eco externer Datenschutzbeauftragter – Mit dem eco Service externer Datenschutzbeauftragter unterstützt eco bei allen Fragen rund um das Thema Datenschutz.
- eco International – Das Team von eco International koordiniert die globalen Verbandsaktivitäten und die Präsenz von eco auf Fachkongressen und bei Branchenveranstaltungen, um Mitglieder und Partner weltweit zu vernetzen und in die Arbeit von eco einzubinden. Im Rahmen des eco Data Protection Service unterstützt eco Mitgliedsunternehmen außerhalb Deutschlands dabei, die Compliance mit europäischen Datenschutzvorschriften sicherzustellen. dotmagazine berichtet als englischsprachiges Online-Fachmagazin des eco über das gesamte Spektrum der Internetwirtschaft – von Infrastruktur bis hin zu Internetdiensten.
- eco Jugendschutzbeauftragter – Mit dem eco Service Jugendschutzbeauftragter unterstützt eco bei allen Fragen rund um das Thema Jugendmedienschutz.
- eco Rechtsberatung – Mit einem starken Team von unterschiedlich spezialisierten Rechtsanwälten engagiert sich eco seit vielen Jahren zu allen rechtlichen Fragen rund ums Internet und gibt das gesammelte Know-how an seine Mitglieder weiter.
- Webinare – Die eco Akademie bietet kostenfreie Webinare zu den relevanten Themen der digitalen Welt an. So können die Nutzer ihre Weiterbildung besser mit ihren beruflichen und privaten Belangen kombinieren.
- EuroCloud Deutschland eco e. V. – Der Verband der Cloud-Computing-Wirtschaft in Deutschland ist Mitglied im europäischen Netzwerk EuroCloud.
- Service-Meister – Unter Leitung des eco entwickelt das Service-Meister-Konsortium ein auf künstlicher Intelligenz basierendes Ökosystem im Bereich Industrie 4.0. Die anlagen-, abteilungs- und firmenübergreifende Serviceplattform wird speziell auf die Herausforderungen des deutschen Mittelstands zugeschnitten.
- SIWECOS – SIWECOS steht für „Sichere Webseiten und Content Management Systeme“ und hilft kleinen und mittelständischen Unternehmen, Sicherheitslücken auf ihren Webseiten zu erkennen und zu beheben.
- StarAudit – StarAudit (provided by EuroCloud) unterstützt als internationales Zertifizierungssystem sowohl Anbieter bei der Konzeption ihrer Services als auch Anwender bei der Selektion. Zweck des StarAudit-Schemas ist es, durch einen transparenten und verlässlichen Zertifizierungsprozess eine nachvollziehbare Qualitätsbewertung von Cloud-Diensten zu ermöglichen.
- EBJA/CEBRA – vermittelt Teilnehmern unmittelbar anwendbares E-Business-Wissen, das nach erfolgreichem Abschluss mit einem Zertifikat nachgewiesen wird.

## eco Awards
Die Geschichte des eco Awards geht zurück auf das frühere ASP Konsortium, das bereits 2001 das erste Mal einen Award für ASP- und Online-Services vergeben hat. In den darauffolgenden Jahren wuchs der Preis zu einer begehrten Auszeichnung heran und etablierte sich durch die Würdigung besonders innovativer und erfolgreicher Unternehmen innerhalb der Branche.
Seit 2003 ist das ASP Konsortium im eco e. V. integriert. Dieser hat die Tradition der Awards übernommen und weitergeführt. Die Kategorien werden jährlich an aktuelle Entwicklungen angepasst. Bei der Verleihung am 29. Juni 2005 etwa erweiterte eco die Kategorien erstmals um den Bereich ISP und zeichnete insgesamt Preisträger in 12 Kategorien mit dem „Deutschen Internet-Industrie-Preis“ aus. 2008 wurden erstmals auch Preise im Bereich Content verliehen. 2012 wurde die Preisverleihung um die Bereiche Automotive, Healthcare und Handel erweitert. 2014 kamen die Kategorien „Machine-to-Machine-Kommunikation“ (M2M) und Entertainment hinzu. 2015 erfolgte erstmals eine Ehrung in der Kategorie „New Work“. 2020 verlieh der Verband zum 19. Mal die eco://awards. Der eco://award wird seit 2020 in den Kategorien „Cloud & Hosting“, „Datacenter Infrastructure“, „Nachhaltigkeit“, „Sicherheit“, „Startups“ und „Ladies in Tech“ verliehen.

## Veranstaltungen
eco führt jedes Jahr mehr als 100 eigene Events durch, unter anderem:
- eco://kongress/ – Vordenker und Impulsgeber aus Politik, Wirtschaft, Gesellschaft tauschen sich über Themen wie Cloud Computing, Internet der Dinge, Blockchain und künstliche Intelligenz aus – auf hohem fachlichem Niveau und mit dem verantwortungsbewussten Blick fürs Ganze.
- eco://awards/ – jährliche Veranstaltung, in der innovative Unternehmen ausgezeichnet werden, deren marktreife Produkte, Dienstleistungen oder Verfahren das Internet als Basis oder intelligente Ergänzung nutzen
- LocalTalks und Roadshows – Networking und Informationen in wechselnden Städten
- Berliner Events – Politik und Wirtschaft kommen bei Veranstaltungen wie polITalks, „Schoko & Sushi“, dem Netzpolitischen Forum sowie Roundtables ins Gespräch und diskutieren Internet- und Netzpolitik.
- CSA Summit – Experten aus der ganzen Welt treffen sich jährlich, um Informationen rund um E-Mail-Marketing auszutauschen.
- Neujahrsempfänge in Köln, Berlin und Brüssel
- Internet Security Days – jährliches Treffen internationaler Sicherheitsexperten mit Vorträgen, Messe mit neuen Sicherheitsprodukten und -services sowie Networking-Event

## Mitglieder
Mit mehr als 1.100 Mitgliedsunternehmen aus über 70 Ländern ist eco der größte Verband der Internetwirtschaft in Europa. Sowohl Unternehmen der Informations- und Telekommunikationsbranche als auch traditioneller Industrien gehören zu den Mitgliedern, um sich auf einer neutralen Plattform auszutauschen und gemeinsam ein nachhaltig funktionierendes digitales Ökosystem zu schaffen.

## Mitgliedschaften
Der Verband ist beteiligt in nationalen und internationalen Gremien zur Gestaltung des Internets:
- Digital-Gipfel
- EuroISPA
- EuroDIG
- Euro-IX
- fragFinn.de
- Gesellschaft für Informatik
- ICANN
- IGF
- INHOPE, International Association of Internet Hotlines
- Internet Society German Chapter e. V.
- IT-Sicherheit in der Wirtschaft
- UP Kritis

Kooperationspartner:
- Bundesverband IT-Mittelstand e. V. (BITMi)
- Bundesverband IT-Sicherheit (TeleTrusT)
- CENTR – Council of European National Top-Level Domain Registries
- CMS Garden e. V.
- Digital Hub FrankfurtRheinMain e. V.
- GAME Bundesverband der deutschen Games-Branche e. V.
- i2Coalition – Internet Infrastructure Coalition
- Ingenieure für Kommunikation e. V. (ifKom)
- networker NRW e. V.
- nrw.uniTS – IT Security in NRW
- TeleTrusT – Bundesverband IT-Sicherheit e. V.

## Verbandssitz
Sitz des Vereins ist Köln, daneben unterhält der Verband ein Hauptstadtbüro in Berlin und ein Büro in Brüssel.

## Geschäftsführung und Vorstand
Vorstandsvorsitzender ist Oliver Süme, zum Vorstand gehören auch Norbert Pohlmann, Felix Höger und Klaus Landefeld. Alexander Rabe und Andreas Weiss sind Geschäftsführer des Verbands. Ehrenpräsident ist Michael Rotert.